# Pyrenaria acuminata
Pyrenaria acuminata är en tvåhjärtbladig växtart som beskrevs av Jules Émile Planchon och Jacques Denys Denis Choisy. Pyrenaria acuminata ingår i släktet Pyrenaria och familjen Theaceae. Inga underarter finns listade i Catalogue of Life.